# آزمایشگاه اقدام برای فقر عبدالطیف جمیل
آزمایشگاه اقدام برای فقر عبدالطیف جمیل (به انگلیسی: Abdul Latif Jameel Poverty Action Lab) که به اختصاص جی-پال (به انگلیسی: J-PAL)خوانده می‌شود یک مرکز بین‌المللی پژوهشی است که یک هدف اصلی یعنی کاهش فقر از طریق اطمینان از هماهنگی سیاست‌ها با شواهد علمی را دنبال می‌کند. این آزمایشگاه به ارزیابی اثرات عوامل مختلف به منظور پاسخ به پرسش‌های اساسی در مبارزه با فقر می‌پردازد. این آزمایشگاه همچنین با دولت‌ها، سمن‌ها، نیکوکاران و سایر فعالان در زمینه پژوهش‌های جدید، به‌اشتراک‌گذاری دانسته‌ها و نیز گسترش برنامه‌های مؤثر همکاری می‌کند.